# Füzesd (Boica község)

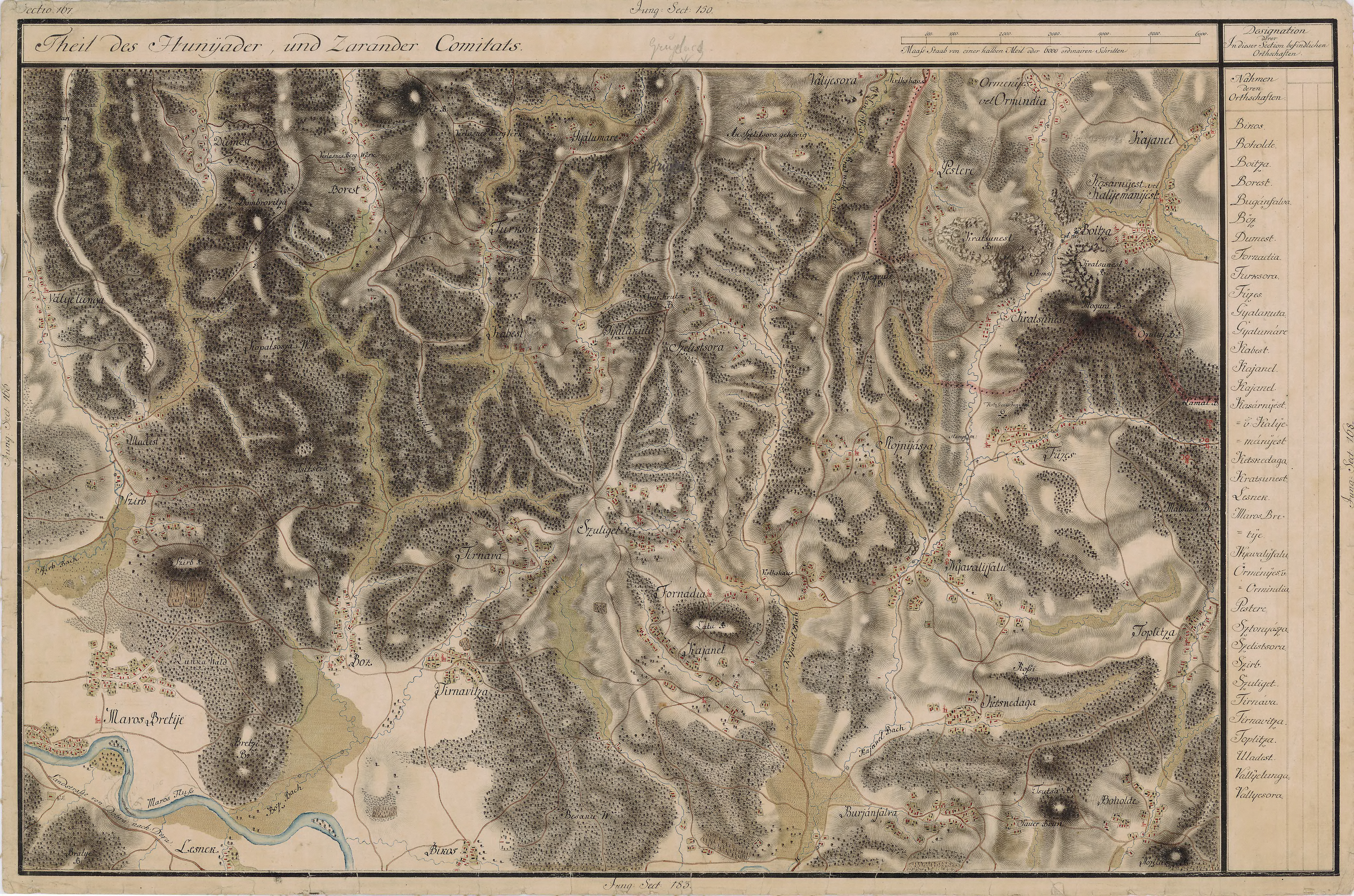
Füzesd egy régi térképen

Füzesdrománul: Fizeș, falu Romániában, Erdélyben, Hunyad megyében.

## Fekvése
Az Erdélyi-érchegységben, Dévától északra fekvő település.

## Története
Füzesd nevét 1453-ban említette először oklevél p. Fyzesd néven. 1733-ban Füzetz, 1750-ben Fizedzsi, 1808-ban Füzesd, Weidendorf, Füzesdu, 1913-ban Füzesd néven írták.
1502-ben Déva vár tartozékaként és Solymos város birtoka volt. Arany-bányászatát is említették.
A trianoni békeszerződés előtt Hunyad vármegye Dévai járásához tartozott. 1909 és 1919 között 499 lakosából 486 román volt.